# Белот
Белот (осет. Белот , груз. ბელოთი — Белоти) — село в Закавказье, расположено в Цхинвальском районе Южной Осетии, фактически контролирующей село; согласно юрисдикции Грузии — в Горийском муниципалитете.
Село находится на реке Малая Лиахва, недалеко на окраине села находится граница Лиахвского заповедника.

## Население
Село было населено этническими грузинами. По переписи 1989 года в селе жило 157 человек, из которых грузины составили 90 % (118 чел.), осетины — 10 % (39 чел.). После событий 1990-х годов осетинское население вынуждено было бежать и абсолютное большинство составили только грузины. По переписи 2002 года (проведённой властями Грузии, контролировавшей часть Цхинвальского района на момент проведения переписи) в селе жило 106 человек, в том числе грузины составили 89 % от всего населения. Основное грузинское население покинуло село 8 августа 2008 года: после войны остались лишь две грузинские семьи.

## История
Багратиони Юлон Ираклиевич в селе Белоти имел крепость и трехэтажный дворец, в котором его семья постоянно проживала с 1785 года. К середине 20 века от дворца и крепости Юлона Ираклиевича остались развалины.
В до революционное время в деревне Белоти проживало армянское поселение, в начале XX века поселятся начали грузины из Картли, позднее к 1930 годам
село стало смешенно  грузино-осетинским.
В разгар южноосетинского конфликта село входило в зону контроля Грузии. После войны в августе 2008 года и ухода грузинских войск часть жилых домов без контроля властей были сожжены, позже село перешло под контроль властей РЮО.

## Топографические карты
- Лист карты K-38-65 Ленингори. Масштаб: 1 : 100 000. Издание 1979 г.